# Сильвестров день
Сильве́стров день (день Кура и Курки) — день народного календаря славян, приходящийся на 2 (15) января. Название дня происходит от имени святого Сильвестра. В этот день восточные славяне чистили курятники, а болгары — хлева буйволов; заговаривали лихорадку, гадали о погоде через девять месяцев.

## Другие названия дня
рус. Сильвестр, Селиверстов день, Куриный праздник, День Кура и Курки, Смывание лихоманок; болг. Сильвистра, Силистра, Карамановден, Биваларовден, Силивистри, Риначовден; чеш. Makaria pustovnika «Макария пустынника».

## Традиции
У восточных славян этот день считался куриным праздником: чистили курятники, ладили насесты, окуривали стены дымом от тлеющего девясила или коровьего навоза с углями. В ряде мест[где?] в курятнике непременно висел «куриный бог», чтобы кикиморы не давили кур.
По поверью, записанному в конце XIX века в Симбирской губернии, чтобы оградить вход в избу болезненным духам — 12-и сестерам-лихорадкам: лихоманке, желтухе, бледнухе, ломовой, маяльнице, знобухе и др. — ворожеи омывали наговорной водой притолки у дверей, «с молитвою ко святому гонителю сестер Иродовых» .
Болгарские парни или мужчины — родственники семьи, имевшей буйволов, ночью или рано утром тайком отправлялись в хлев, чистили его, причёсывали животных и привязывали на рога тряпку; вечером их угощали слоёным пирогом, вином, ракией и обязательно — каким-либо продуктом из молока буйволиц (окр. Ловеч, Стара Загора).
Чехи говорили: «Какая погода на святого Макария бывает, такая и в сентябре отзовётся» (чеш. Jaké   počasí   na   svatého Makaria Makaria bývá, takové se i v září ozýva).

## Поговорки и приметы
- В Сильвестра день заговаривают лихоманку[6].
- Святой Сильверст гонит лихоманок-сестёр за семьдесят семь вёрст[7].
- Лихорадка — не матка: треплет, не жалеет[8].
- Месяц — на ущерб, а нечистая сила — на свет[9].